# کوه میخ انبار ۱
کوه میخ انبار ۱ یک اندیس فلزی است که در حوالی شهر کردگان استان خراسان قرار دارد و مادهٔ معدنی موجود در آن، مس است. سنگ میزبان این اندیس آندزیت، توف است در این اندیس، پاراژنز‌های مالاکیت، کوارتز، هماتیت یافت می‌شوند.